# Yuk Young-soo
Yuk Young-soo (29 de noviembre de 1925-15 de agosto de 1974) fue primera dama de Corea del Sur, esposa del tercer presidente surcoreano Park Chung-hee y madre de la undécima y primera mujer presidenta surcoreana Park Geun-hye. Fue asesinada en 1974.

## Biografía
Yuk nació en el condado de Okcheon, provincia de Chuncheongbuk-do, actual Corea del Sur, en 1925, siendo la segunda de 3 hijas de un próspero terrateniente de clase media. Se graduó en la Escuela de Mujeres Baehwa.
En agosto de 1950 conoció a Park Chung-hee por medio de un familiar que servía a Park. El 12 de diciembre del mismo año se casó con él. Aunque su madre aceptó la boda de su hija, su padre se opuso al matrimonio por haberse casado sin su consentimiento.

## Muerte
A las 10:23 a. m. del 15 de agosto de 1974, Día de la Independencia de Corea, Yuk fue herida de bala mortalmente por Mun Se-gwang, un zainichi coreano, simpatizante de Corea del Norte, durante el intento de Mun de asesinar al presidente Park Chung-hee.
El asesinato ocurrió en el Teatro Nacional de Corea, en Seúl, durante un acto de dicha fiesta patria. Mun intentó dispararle a Park en el vestíbulo del teatro. Aunque su vista fue obstaculizada por la gente se vio forzado a entrar al teatro y sentarse cerca del escenario. Durante el discurso de Park intentó acercase al escenario pero inadvertidamente disparó su revólver Smith & Wesson calibre 38 mm de forma prematura, hiriéndose a sí mismo; esto alertó a la seguridad que lo capturó. La segunda bala atravesó el lado izquierdo del podio desde el cual Park hacía su discurso, la tercera bala falló, la cuarta atravesó la cabeza de Yuk Young-soo hiriendola gravemente. La última bala atravesó una bandera de Corea del Sur que colgaba sobre el escenario.
Una bala disparada por Park Jong-gyu, guardaespaldas presidencial, rebotó en un muro y mató al estudiante de secundaria Jang Bong-hwa. Inmediatamente después de la captura de Mun, prosiguió su discurso, resumiendolo, pese a la herida de su esposa que fue sacada del teatro, luego él fue sacado del escenario tras recoger la cartera y los zapatos de Yuk.
Yuk fue llevada a un hospital en Wonnam-dong, en el centro de Seúl. El doctor Shim Bo-seong, jefe del departamento de neurocirugía, operó a Yuk a las 11 a. m. y la cirugía se extendió 5 horas. La bala dañó la arteria principal del lado derecho del cerebro de Yuk y quedó alojada en su cerebro; la cirugía falló en salvarla y murió a las 7 p. m. ese mismo día.

## Consecuencias
Ella fue enterrada en un funeral de Estado en el Cementerio nacional de Seúl el 19 de agosto de 1974. Park compuso un poema al día siguiente del funeral de Yuk.

## Vida personal
Yuk Young-soo y Park Chung-hee tuvieron 3 hijos: Park Geun-hye, Park Geun-ryoung y Park Ji-man. 
Yuk Young-soo era una devota budista y devota del templo Doseonsa en Seúl.